# Sineenat
Sineenat (ur. 26 stycznia 1985) – małżonka króla Tajlandii Ramy X.

## Życiorys
Urodzona 26 stycznia 1985 r. w prowincji Nan. W 2008 r. ukończyła wojskową szkołę pielęgniarską. Następnie do 2012 r. pracowała pałacowym sklepie z rękodziełem. Od 2015 r. była oficerem w stopniu pułkownika, potem awansowała na generała majora ochrony królewskiej. Ponadto była szkolona przez wojska lotnicze Tajlandii, a w 2018 r. studiowała celem uzyskania licencji pilota w Niemczech. W 2017 r. dowodziła gwardią w czasie pogrzebu Ramy IX. W 2019 r. król Rama X przedstawił ją jako królewską, szlachetną małżonkę, tj. oficjalnej kochanki.